# Everything is Everything (álbum de Diana Ross)
Everything Is Everything é o segundo álbum da cantora de Soul e R&B Diana Ross, lançado em 1970. Após o enorme sucesso do seu álbum auto-intitulado album
 acompanhado de dois singles, a Motown concedeu o lançamento desse álbum. Alcançou #42 nos EUA (#5 R&B) e vendeu mais de 200,000 cópias.
A faixa "I'm Still Waiting" alcançou #1 no Reino Unido em 1971 por quatro semanas e seu cover para a canção "Call Me (I Love You)" de Aretha Franklin  foi nomeada para o Grammy em 1971 na categoria Best Female R&B Vocal Performance.
Diana iria gravar "What Are You Doing the Rest of Your Life?" antes de Barbra Streisand gravar para seu álbum de 1974 The Way We Were. Diana, aparentemente, havia precedido Streisand em duas canções de Laura Nyro como "Stoney End". Deke Richards foi contratado para produzir "Everything is Everything" como uma proposta mais pop do que seu álbum de estreia carregado de Soul Music com Ashford & Simpson.
O álbum alcançou #42 na parada Billboard 200, #5 no Black Album Chart and #31 no UK Albums Chart. O álbum ganhou uma edição expandida em CD, com remixes e músicas inéditas, lançado em 18 de abril de 2008.

## Faixas do álbum

### Lançamento original em LP e K7
| Lado A |                                                      |                                            |         |  |
| N.º    | Título                                               | Compositor(es)                             | Duração |  |
| 1.     | "My Place"                                           | Hal Davis Mel Larson Jerry Marcellino      | 2:46    |  |
| 2.     | "Ain't No Sad Song"                                  | Davis Berry Gordy Chico Ross               | 2:42    |  |
| 3.     | "Everything Is Everything"                           | Margaret Gordy                             | 2:27    |  |
| 4.     | "Baby It's Love"                                     | Marvin Gaye Anna Gordy Gaye Charles Laskey | 3:09    |  |
| 5.     | "I'm Still Waiting"                                  | Deke Richards                              | 3:44    |  |
| 6.     | "Doobedood'ndoobe, Doobedood'ndoobe, Doobedood'ndoo" | Richards                                   | 4:52    |  |

| Side B |                                  |                                            |         |  |
| N.º    | Título                           | Compositor(es)                             | Duração |  |
| 1.     | "Come Together"                  | John Lennon Paul McCartney                 | 6:40    |  |
| 2.     | "The Long and Winding Road"      | Lennon McCartney                           | 3:26    |  |
| 3.     | "I Love You (Call Me)"           | Aretha Franklin                            | 3:23    |  |
| 4.     | "How About You?"                 | Richards Sandra Sanders David Van De Pitte | 2:47    |  |
| 5.     | "(They Long to Be) Close to You" | Burt Bacharach Hal David                   | 4:07    |  |

### Edição expandida com faixas bônus lançada em 2008
| N.º | Título                                               | Compositor(es)                              | Duração |  |
| 1.  | "My Place"                                           | Davis Larson Marcellino                     | 2:46    |  |
| 2.  | "Ain't No Sad Song"                                  | Davis B. Gordy Ross                         | 2:42    |  |
| 3.  | "Everything Is Everything"                           | M. Gordy                                    | 2:27    |  |
| 4.  | "Baby It's Love"                                     | Gaye Gordy Gaye Laskey                      | 3:09    |  |
| 5.  | "I'm Still Waiting"                                  | Richards                                    | 3:44    |  |
| 6.  | "Doobedood'ndoobe, Doobedood'ndoobe, Doobedood'ndoo" | Richards                                    | 4:52    |  |
| 7.  | "Come Together"                                      | Lennon McCartney                            | 6:40    |  |
| 8.  | "The Long and Winding Road"                          | Lennon McCartney                            | 3:26    |  |
| 9.  | "I Love You (Call Me)"                               | Franklin                                    | 3:23    |  |
| 10. | "How About You?"                                     | Richards Sanders Van De Pitte               | 2:47    |  |
| 11. | "(They Long to Be) Close to You"                     | Bacharach David                             | 4:07    |  |
| 12. | "I Wish I Knew"                                      | Debbie Dean Richards                        | 3:30    |  |
| 13. | "What Are You Doing the Rest of Your Life?"          | Marilyn Bergman Alan Bergman Michel Legrand | 3:25    |  |
| 14. | "Something"                                          | George Harrison                             | 3:11    |  |
| 15. | "Ain't No Sad Song"                                  | Davis Gordy Ross                            | 3:16    |  |
| 16. | "Baby It's Love" (Alternate Version)                 | Gaye Gordy Gaye Laskey                      | 3:42    |  |
| 17. | "Come Together" (1982 Revelations Remix)             | Lennon McCartney                            | 4:04    |  |
| 18. | "I'm Still Waiting" (1990 Phil Chill Remix)          | Richards                                    | 4:08    |  |

### Singles
| Ano  | Single                                               | Posições nos Charts | Posições nos Charts | Posições nos Charts |
| Ano  | Single                                               | US                  | US R&B              | UK                  |
| ---- | ---------------------------------------------------- | ------------------- | ------------------- | ------------------- |
| 1971 | "I'm Still Waiting"                                  | 63                  | 40                  | 1                   |
| 1972 | "Doobedood'ndoobe, Doobedood'ndoobe, Doobedood'ndoo" | —                   | —                   | 12                  |